# Jambosier rouge
Ne doit pas être confondu avec Jambosier ou Jamalac.
Syzygium malaccense, Pommier d'amour, Pommier d'eau
Espèce
Le jambosier rouge (Syzygium malaccense) est une espèce de plantes à fleurs de la famille des Myrtacées. C'est un arbre fruitier originaire du Sud-Est asiatique (Indonésie, Malaisie) et introduit dans d'autres régions du monde.

## Appellations
Il est aussi appelé pomme d'eau en Martinique, pomme malacca en Guadeloupe, pommier d'amour en Guyane, pôm Tahiti en créole antillais, tumu 'ahi'a ou tumu kehià en Polynésie française, lau kafika en wallisien, pomme kanak en Nouvelle-Calédonie, zambalak à l'île Maurice et aux Seychelles (en référence à un arbre fruitier de la même famille originaire de l'Indonésie), jambos à La Réunion, jambose rouge, makoba à Madagascar, et makopa aux Philippines.
Synonymes scientifiques : Eugenia malaccensis L., Jambosa malaccensis (L.) DC.
Ne pas confondre avec Solanum pseudocapsicum, appelé aussi pommier d'amour, une solanacée décorative dont les petites baies de couleur rouge vif sont toxiques.

## Production
Les principaux pays producteurs de Syzygium malaccense sont l'Indonésie , la Malaisie , les Philippines , l'Inde (sud) et le Vietnam .

## Description
C'est un arbre, mesurant de 4 à 10 m de haut, au port vaguement conique et au feuillage persistant.
Les feuilles sont ovales, oblongues-lancéolées, un peu pendantes et de grande taille, 15-35 × 8-18 cm, coriaces, vernissées.
Les inflorescences sont des racèmes axillaires, à axe court de 10-15 mm, portant de 4 à 10 fleurs. Les pétales sont roses à rouges, de 10-15 mm. La fleur comporte un très grand nombre d'étamines rouges (environ 500).
Ses fruits sont de grosses drupes comestibles et parfumées sentant la rose, en forme de petite poire et d'environ la taille d'une pomme. La peau est luisante, mais légèrement irrégulière, de couleur rosâtre à rouge vif. Le tanin rouge de la peau tache les vêtements durablement. La chair est très croquante et juteuse. Son goût est très doux bien qu'à peine sucré et donc rafraîchissant. Le fruit contient un noyau de forme ronde.

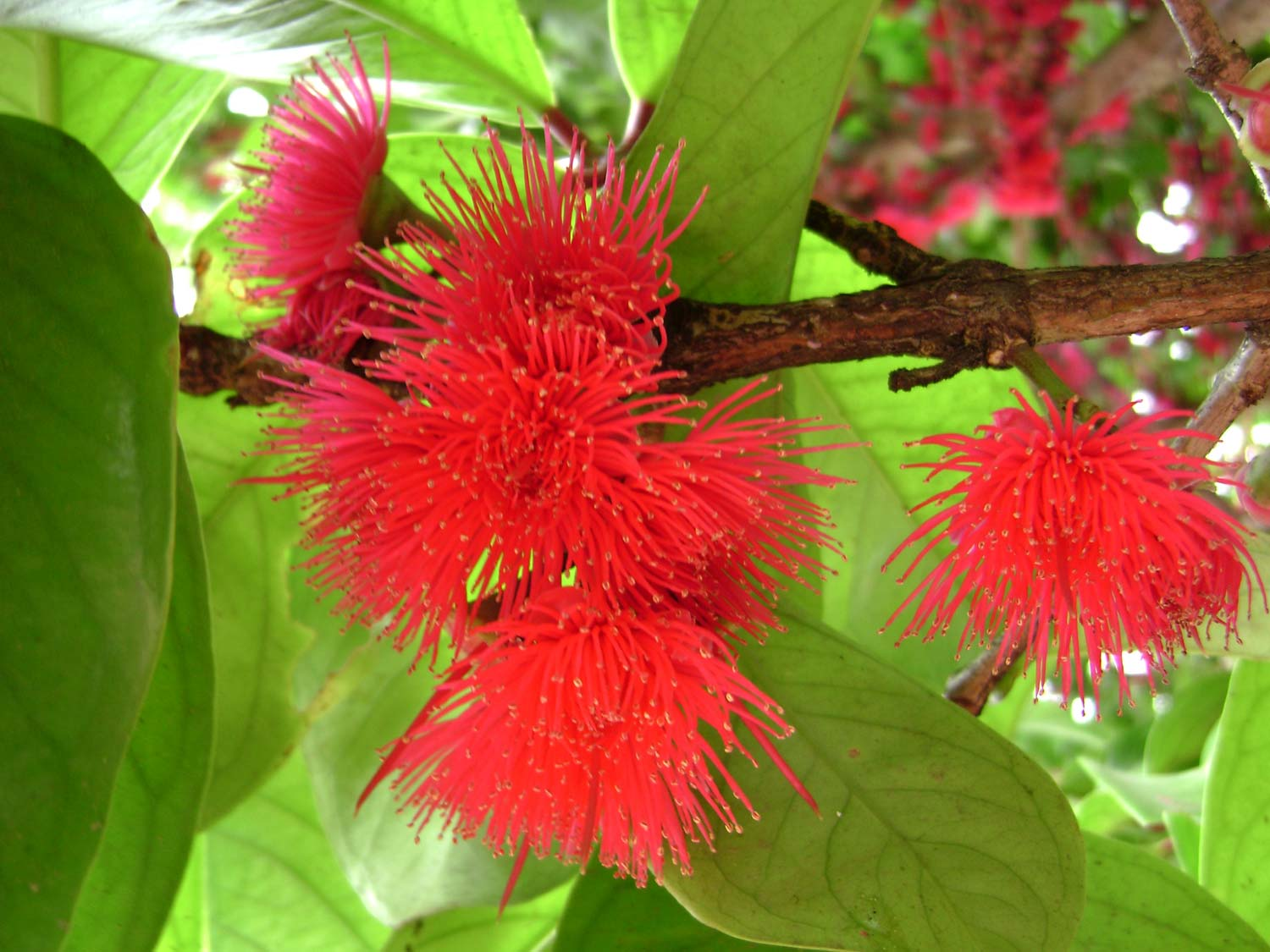
Fleurs.
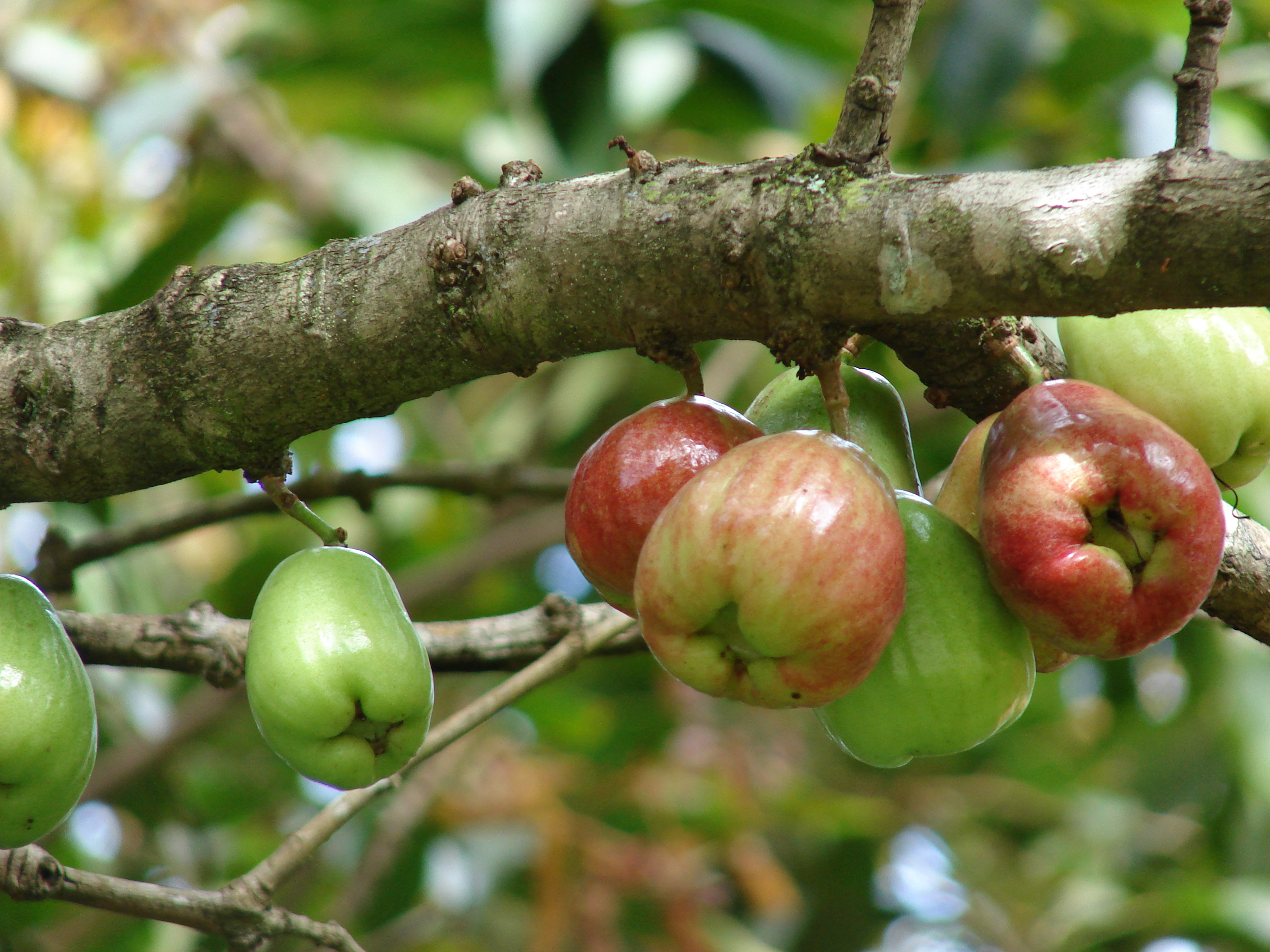
Pommes d'eau.
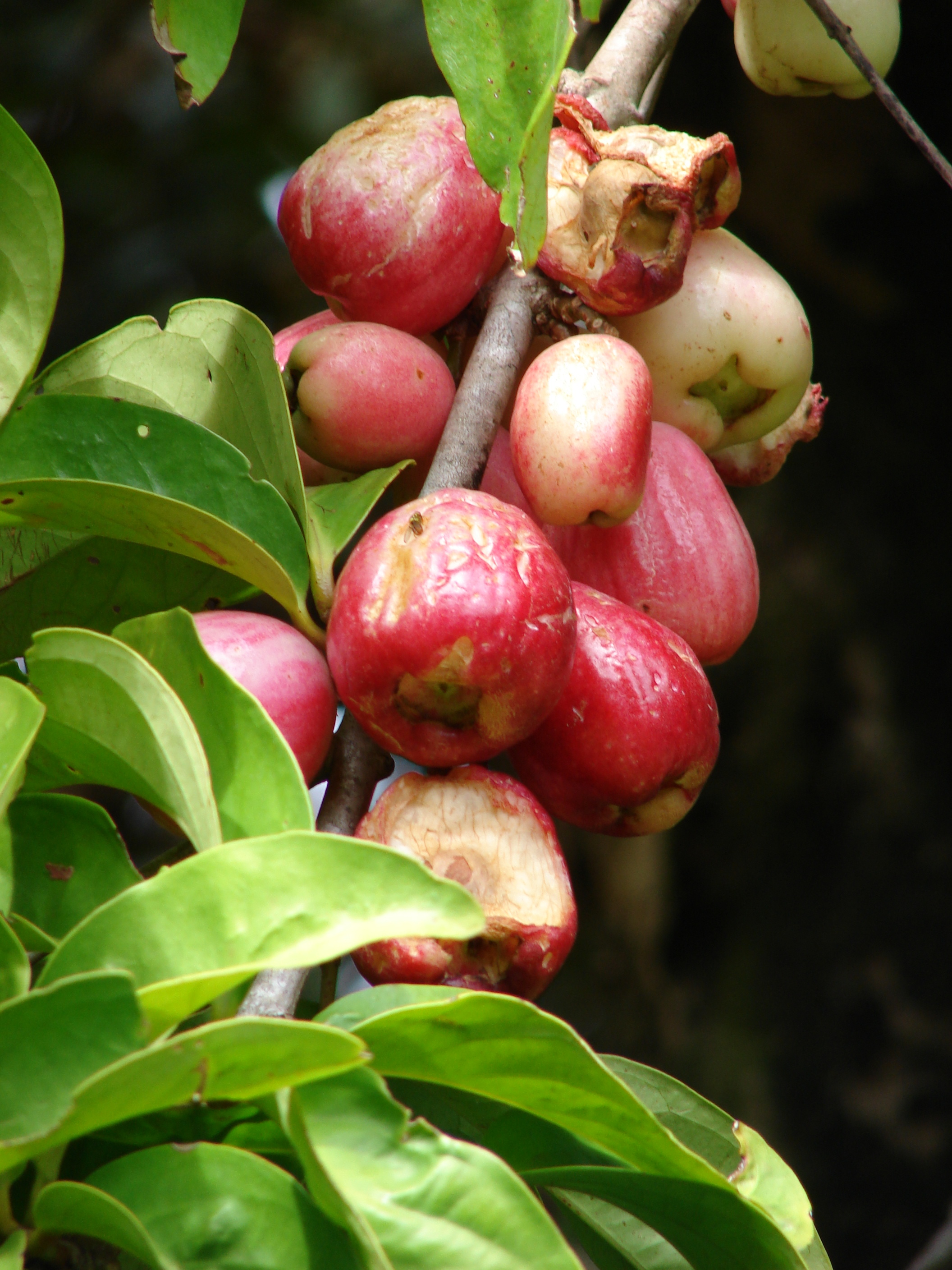
Pommes d'eau.
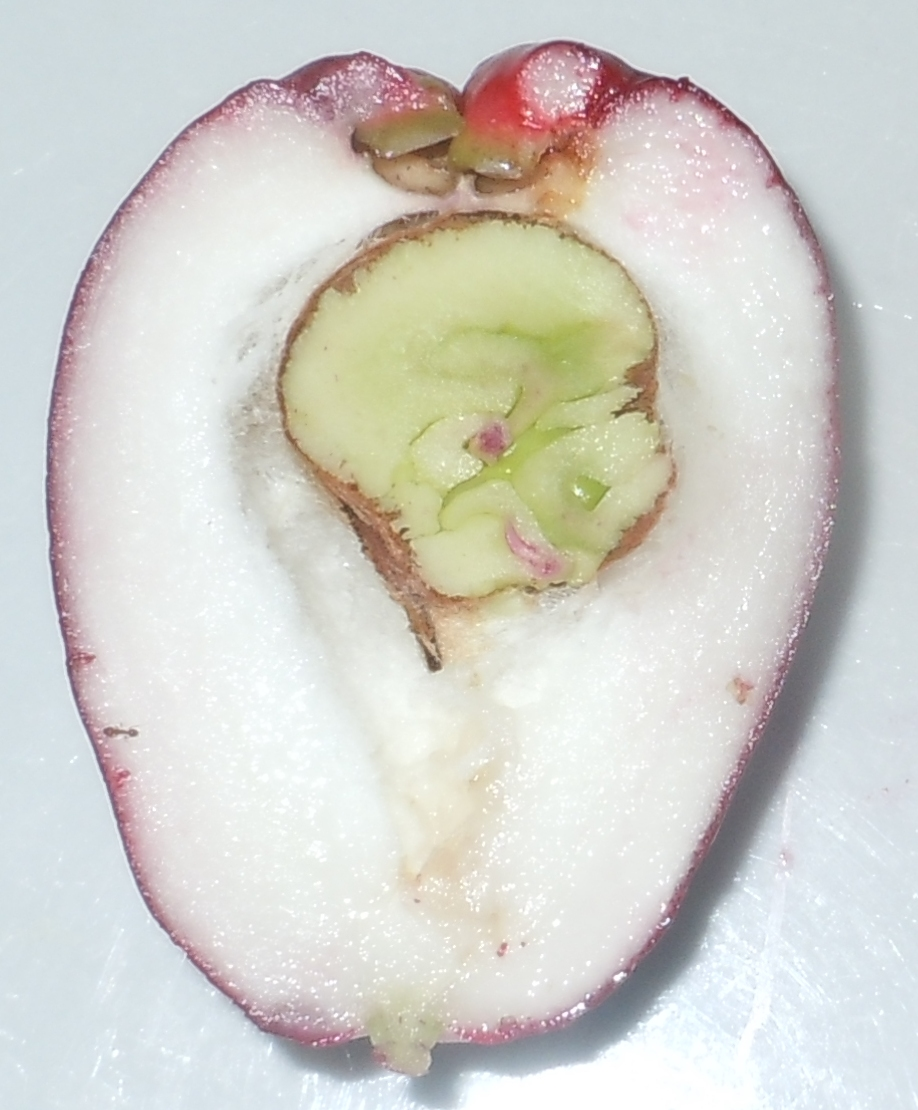
Coupe du fruit.

## Usages

### Alimentaire
L'arbre est cultivé pour son fruit dans beaucoup de pays tropicaux humides (rusticité USDA zone 11) où il s'est parfois naturalisé.

### Médicinal
Dans la pharmacopée kanak, la décoction d'écorce de cette espèce soigne la gratte (ciguatera). Un bouillon de feuilles est également préparé pour soigner la diarrhée. Les furoncles sont traités en y apposant des feuilles chauffées.

## Composition
Selon la Base de données sur la composition nutritionnelle des aliments dans la région de Taïwan publiée par la Direction de la Santé du Yuan administratif (de Taïwan), le résultat de l'analyse des composants de la jambose est le suivant : 100 g de jambose contiennent 34 kcal, 90,6 g d'eau, 0,5 g de protéines brutes, 0,2 g de graisses brutes, 8,6 g de glucides, 0,6 g de fibres brutes, 1,0 g de fibres alimentaires, 0,2 g de cendres, 0,02 g de vitamine B1, 0,03 g de vitamine B2, 0,03 g de niacine, 0,03 g de vitamine B6, 6,0 mg de vitamine C, 25 mg de sodium, 340 mg de potassium, 28 mg de calcium, 13 mg de magnésium, 35 mg de phosphore, 1,5 mg de fer et 0,2 mg de zinc